# جراحی پلاستیک (آلبوم)
جراحی پلاستیک (به انگلیسی: Plastic Surgery) آلبومی است از گروه شکارچیان (به انگلیسی: Huntingtons) که در سال ۲۰۰۰ میلادی در شرکت صدای دندان و ناخن منتشر شده‌است.

## لیست آهنگ
تمام آهنگ‌های توسط شکارچیان (Huntingtons) نوشته شده‌است.
1. «من می‌خواهم یک رامون باشم» - ۲:۳۰
2. «ماشین جنگ آمریکا» - ۲:۴۵
3. «دل شکسته در هاردی هالی» - ۳:۰۰
4. «من به شما هر چیزی می‌دهم» - ۳:۳۲
5. «به من بگو شب بخیر» - ۲:۱۱
6. «تهدید اخلاقی» - ۱:۳۷
7. «بزرگ شدن سرگرم‌کننده نیست» - ۳:۱۱
8. «من تو را نگاه می‌کنم» - ۳:۴۳
9. «دختر دیوانه شد» - ۳:۰۶
10. «من را کلون نکن» - ۲:۱۶
11. «من نمی‌خواهم با او بیرون بروم» - ۲:۴۰
12. «اکنون من خوبم» - ۳:۱۲
13. «من خطرناک نیستم» - ۳:۲۴
14. «مهمانی ساحل هیولا جهش یافته» - ۱:۴۷

## پرسنل
- میکی هانتینگتون - آوازها، باس، موگ،
- کلیفی هانتینگتون - گیتار، آواز، موگ، مخلوط کردن
- مایک هانتینگتون - درامز
- CJ هانتینگتون - گیتار
- رایان هریس - موگ

## تولید
- هولت / پاول - تولیدکننده
- نیک روتوندو - مهندس
- براندون دی ابل - تهیه‌کننده اجرایی